# Papaichton
Papaïchton redirige ici.
Papaichton (prononcé [papajʃtɔ̃] ; nommée également non officiellement Papaïchton) ou encore Pompidouville est une commune française, située dans le département de la Guyane. Le village est situé sur les bords du fleuve Maroni, qui est par ailleurs la seule voie d'accès à Papaichton, en dehors d'une piste de 31 km qui la relie à Maripasoula et au hameau de Loka.
Capitale du peuple Boni, c'est là que réside le « Gran Man » (ou Grand Man), chef religieux et coutumier des Bonis.

## Géographie
Les communes limitrophes sont Mana, Saül, Maripasoula et Grand-Santi.

### Localisation

En rouge le territoire communal de Papaichton.

La commune de Papaichton se situe en Guyane française, en Amérique du Sud. Elle est installée sur les bords du fleuve Maroni qui délimite la frontière avec le Suriname.
Les communes limitrophes de Papaichton sont Grand-Santi au nord, Saul à l'est et Maripasoula au sud.

### Géologie et relief
Le mont Kotika, élève l'altitude maximale de la commune à 722 mètres.

### Climat
Le climat y est de type équatorial humide, type Af selon la classification de Koppen. La température ne varie pas beaucoup et reste proche de 30 °C. Les pluies sont abondantes.

## Urbanisme

### Typologie
Papaichton est une commune rurale, car elle fait partie des communes peu ou très peu denses, au sens de la grille communale de densité de l'Insee,,,.

## Toponymie
Le bourg s'appelle Papaichton-Pompidouville en l'honneur du président Pompidou qui avait reçu le Gran Man et maire Tolinga à l'Élysée en 1971.

## Histoire

### Chronologique
- 1895 : Le village aurait été fondé par le Gran Man Ochi.
- 1930 : Création du territoire de l'Inini, division administrative contenant Papaichton
- 1946 : Départementalisation de la Guyane, le territoire de l'Inini devient un arrondissement
- 1968 : Création du cercle municipal de Grand-Santi-Papaichton-Apatou
- 1969 : Les cercles municipaux sont transformés en municipalités
- 1976 : Séparation des communes d'Apatou et de Grand-Santi-Papaichton
- 1992 : Séparation des communes de Grand-Santi et de Papaichton

## Politique et administration

### Tendances politiques et résultats
Les élections de mars 2008 ont été annulées par le Conseil d'État le 11 juin 2009 à la suite d'un recours déposé par Gilbert Fossé à propos de procurations non prises en compte pour le second tour. Le scrutin du 13 septembre 2009 a été remporté par la liste menée par Gilbert Fossé, candidat soutenu par la droite, avec 328 voix contre 311 pour celle menée par le maire sortant Richard Lobi. Ces élections ont à leur tour été annulées par le tribunal administratif en novembre 2009, décision vis-à-vis de laquelle Gilbert Fossé a déposé un recours devant le Conseil d'État. En mai 2010, dix membres du conseil municipal démissionnent, ce qui aurait entraîné de nouvelles élections, indépendamment de la décision du Conseil d'État concernant le précédent scrutin de 2009. Cependant, le 23 juillet, celui-ci a annulé les élections de septembre 2009. Le préfet a donc nommé une délégation spéciale pour remplir provisoirement les fonctions du conseil municipal. De nouvelles élections ont eu lieu les 3 et 10 octobre 2010, elles ont vu la victoire de la liste Solidarité et progrès conduite par Richard Lobi qui est ainsi redevenu maire.

### Liste des maires
| Période        | Période    | Identité      | Étiquette | Qualité                                                             |
| -------------- | ---------- | ------------- | --------- | ------------------------------------------------------------------- |
| février 1993   | mars 2008  | Joseph Aténi  | DVD       | Agent de l'ONF                                                      |
| mars 2008      | juin 2009  | Richard Lobi  | DVG       |                                                                     |
| septembre 2009 | août 2010  | Gilbert Fossé | DVD       | Chef d'entreprise                                                   |
| octobre 2010   | avril 2014 | Richard Lobi  | DVG       |                                                                     |
| avril 2014     | en cours   | Jules Deie    | DVD       | Consultant 5e vice-président de la CC de l'Ouest guyanais (2014 → ) |

- Emmanuel Tolinga (RPR[11]), premier maire de la commune[12]
- Omissi Fosse, deuxième maire de la commune[13]

### Intercommunalité
La commune fait partie de la communauté de communes de l'Ouest guyanais.

## Population et société

### Démographie
L'évolution du nombre d'habitants est connue à travers les recensements de la population effectués dans la commune depuis 1961, premier recensement postérieur à la départementalisation de 1946. À partir de 2006, les populations de référence des communes sont publiées annuellement par l'Insee. Le recensement repose désormais sur une collecte d'information annuelle, concernant successivement tous les territoires communaux au cours d'une période de cinq ans. Pour les communes de moins de 10 000 habitants, une enquête de recensement portant sur toute la population est réalisée tous les cinq ans, les populations de référence des années intermédiaires étant quant à elles estimées par interpolation ou extrapolation. Pour la commune, le premier recensement exhaustif entrant dans le cadre du nouveau dispositif a été réalisé en 2004.

En 2022, la commune comptait 5 530 habitants, en évolution de −31,17 % par rapport à 2016 (Guyane : +7,07 %, France hors Mayotte : +2,11 %).
| 1961 | 1967 | 1974 | 1982 | 1990 | 1999  | 2009  | 2014  | 2019  |
| ---- | ---- | ---- | ---- | ---- | ----- | ----- | ----- | ----- |
| 274  | 284  | 410  | 297  | 750  | 1 650 | 3 976 | 6 572 | 5 757 |

| 2022  | - | - | - | - | - | - | - | - |
| ----- | - | - | - | - | - | - | - | - |
| 5 530 | - | - | - | - | - | - | - | - |

### Enseignement
- École primaire
- Collège

### Santé
En novembre 2023, Papaichton compte seulement deux médecins pour couvrir son territoire. Philippe, basé un mois en poste sur place, alterne son tour de garde au rythme d’un jour sur deux dans une ambiance particulièrement chouette selon ses dires.

#### La catastrophe de Loka
Loka est un hameau de quelques centaines d'habitants de la commune de Papaichton. En avril 2006, il fut le lieu d'un drame à la suite d'un accident provoquant la mort de quatorze personnes (dont 12 enfants), toutes de la même famille. Les victimes semblent avoir été intoxiquées par du monoxyde de carbone venu d'un groupe électrogène défaillant enfermé pour la énième fois dans la salle de bain attenante à une chambre inoccupée sur les quatre que contenait la villa. Les coupures de fourniture du réseau électrique sont fréquentes, ce qui avait contraint une fois de plus les membres de la famille Akodjo à passer la nuit ensemble dans la grande maison en dur (15 mètres par 17) entourée de cases construites de manière plus rudimentaires.

### Sports
Le club de football de l'AS Kawina était engagé par son entraîneur pour la Coupe de France. Durant les tours préliminaires de la Coupe de France 2014-2015, l'équipe de Papaichton va jusqu'en finale des éliminatoires de la Guyane. Elle est battue 4 buts à 1 par la formation de l'US Matoury. En raison de son enclavement, cette équipe ne joue dans aucun championnat.

## Culture locale et patrimoine

### Lieux et monuments
- Église du Sacré-Cœur de Papaichton. L'église est dédiée au Sacré-Cœur de Jésus.
- Gymnase de Papaichton, bâtiment primé au niveau national pour sa prouesse architectonique et environnementale[19].